# John Steffensen
John Steffensen, né le 30 août 1982 à Perth, est un athlète australien spécialiste du 400m.

## Palmarès

### Jeux olympiques
- Jeux olympiques d'été de 2004 à Athènes ( Grèce)
  -  Médaille d'argent en relais 4 × 400 m

### Championnats du monde d'athlétisme
- Championnats du monde d'athlétisme de 2005 à Helsinki ( Finlande)
  - 8e sur 400 m

### Jeux du Commonwealth
- Jeux du Commonwealth de 2006 à Melbourne ( Australie)
  -  Médaille d'or sur 400 m
  -  Médaille d'or en relais 4 × 400 m